# Bâtiment de la ligue de défense à Tartu
Le bâtiment de la ligue de défense (en estonien : Kaitseliidu hoone Tartus) est un bâtiment à Tartu en Estonie.

## Présentation
Le bâtiment de la Ligue de défense à Tartu est situé à l'intersection des rues Võru tänav et Riia tänav.
Dans sa forme initiale, le bâtiment, conçu par Alar Kotli et Elmar Lohu, a été achevé en 1940.
De nos jours, le bâtiment abrite l'Académie militaire estonienne et l'Institut de défense de la Baltique.
Depu8s 1995 et le bâtiment dépend du ministère de la Défense.
En 1999, l'institut de défense de la Baltique a commencé à y travailler et la même année, l'Institut de formation à la défense (KVÜÑA) a emménagé dans le bâtiment.
Actuellement, en plus de la fonction éducative, le bâtiment abrite le musée des échecs (KVÜÕA) et la ligue de défense au sous-sol de la rue Võru tänav.
Le bâtiment est classé monument culturel national.